# Capitanejo (kommun)
Capitanejo är en kommun i Colombia.   Den ligger i departementet Santander, i den centrala delen av landet, 260 km nordost om huvudstaden Bogotá. Antalet invånare är 6 152.